# Кухтерин Луг
Кухте́рин Луг — село в Шимановском районе Амурской области, Россия.
Входит в Ураловский сельсовет.

## География
Село Кухтерин Луг стоит на правом берегу реки Зея.
Село Кухтерин Луг расположено к северо-востоку от Шимановска.
Автомобильная дорога к селу Кухтерин Луг идёт от села Базисное (расположено на федеральной трассе Чита — Хабаровск).
Расстояние до села Базисное — около 60 км, расстояние до районного центра города Шимановск — около 74 км.
От села Кухтерин Луг на левый берег Зеи идёт автодорога к административному центру Ураловского сельсовета селу Ураловка и заброшенному посёлку Аяк.

## История
Село основано в 1909 г.

## Топонимика
Село названо в честь главы г. Благовещенска того времени (1882—1888) — Кухтерина Василия Михайловича (?-1892). Вторая часть названия — Луг отражает положение села на открытой местности — лугу [Мельников А. В., 2009]. Фамилия Кухтерин образована от прозвища кухтеря, восходящего к диалектному глаголу «кухтаться», «кутаться». Не исключено также, что прозвище Кухтеря ведет свое начало от существительного «кухтарь», то есть «посох, с которым охотники ходят на лыжах». Кроме того, существует версия, что прозвище Кухтеря этимологически связано со словом «кухта» — иней на деревьях.

## Население
| 2002 | 2010 | 2012 | 2013 | 2014 | 2015 | 2016 |
| ---- | ---- | ---- | ---- | ---- | ---- | ---- |
| 62   | ↘38  | ↘32  | →32  | ↘31  | ↘24  | ↘22  |
| 2017 | 2018 |      |      |      |      |      |
| ↘20  | ↘17  |      |      |      |      |      |